# Adio
Adio – singiel czarnogórskiego piosenkarza Nenada „Kneza” Kneževicia napisany przez Marinę Tucaković, Dejana Ivanovicia i Željko Joksimovicia w 2015 roku.
W październiku 2014 roku utwór został wybrany wewnętrznie przez lokalnego nadawcę publicznego Radiotelevizija Crne Gore na propozycję reprezentującą Czarnogórę podczas 60. Konkursu Piosenki Eurowizji w 2015 roku. 21 maja numer został zaprezentowany w drugim półfinale Konkursu Piosenki Eurowizji i ostatecznie awansował do finału, w którym zajął 13. miejsce z 44 punktami na koncie, w tym maksymalną notą 12 punktów od Serbii.